# Girlfriends' Guide to Divorce
Girlfriends' Guide to Divorce è una serie televisiva statunitense trasmessa dal 2 dicembre 2014 al 19 luglio 2018 sul canale Bravo e basata sulla serie di libri Girlfriends' Guides di Vicki Iovine.
In Italia, la serie va in onda dal 21 novembre 2015 su Premium Stories, mentre in chiaro viene trasmessa dal 4 settembre 2016 su La 5.

## Trama
Abby McCarthy è una quarantenne che scrive libri sulla vita delle persone. Di fronte a un divorzio, però, lei nasconde la sua situazione e cerca di iniziare una nuova vita a Los Angeles con la consulenza degli altri amici divorziati.

## Episodi
| Stagione         | Episodi | Prima TV USA | Prima TV Italia |
| ---------------- | ------- | ------------ | --------------- |
| Prima stagione   | 13      | 2014-2015    | 2015-2016       |
| Seconda stagione | 13      | 2015-2016    | 2016            |
| Terza stagione   | 7       | 2017         | 2017            |
| Quarta stagione  | 6       | 2017         | 2018            |
| Quinta stagione  | 6       | 2018         | 2019            |

## Personaggi e interpreti

### Principali
- Abby McCarthy, interpretata da Lisa Edelstein
- Phoebe Conte, interpretata da Beau Garrett
- Delia Banai, interpretata da Necar Zadegan
- Jake Novak, interpretato da Paul Adelstein
- Lyla Straley, interpretata da Janeane Garofalo
- Jo Hernandez-Frumpkis, interpretata da Alanna Ubach
- Barbara Sawyer, interpretata da Retta

### Ricorrenti
- Becca Riley, interpretata da Julianna Guill
- Max McCarthy, interpretato da Patrick Heusinger
- Ford, interpretato da J. August Richards
- Will, interpretato da Warren Christie
- Albert, interpretato da Brian Markinson
- Gordon Beech, interpretato da Matthew Glave
- Marco, interpretato da Brandon Jay McLaren
- JD, interpretato da Aaron Staton
- Katherine Miller, interpretata da Jean Smart
- Dr. Harris, interpretato da Mark Valley
- Rob Frumpkis, interpretato da Maury Sterling
- Scott, interpretato da Will Kemp
- Charlene, interpretata da Megan Hilty
- Ralf, interpretato da Charles Mesure
- Mike Brady, interpretato da James Lesure
- Gemma, interpretata da Daisy Betts

### Guest
- Cat, interpretata da Carrie Fisher
- Kori Wingo, interpretato da Suke Kaiser
- Annie, interpretata da Bernadette Peters
- Adele Northrop, interpretata da Laverne Cox
- Carl, interpretato da Victor Webster
- George, interpretato da Barry Bostwick
- Dina, interpretata da Lesley Ann Warren
- Darrell, interpretato da Malcolm-Jamal Warner
- Kathie Lee Gifford (se stessa)
- Hoda Kotb (se stessa)
- Kyle Richards (se stessa)
- Merete, interpretata da Jessica Clark
- Temple Hampton, interpretata da Denise Richards

## Produzione
La serie è stata ordinata il 19 febbraio 2014 ed ha debuttato il 2 dicembre dello stesso anno.
Il 4 febbraio 2015 è stata rinnovata per una seconda stagione.
Il 13 aprile 2016, Bravo rinnova la serie per altre tre stagioni: la terza, la quarta e la quinta. Il 7 agosto 2016, viene annunciato che la quinta stagione sarebbe stata l'ultima.